# معركة رأس كامبوني
معركة رأس كامبوني هي معركة في حرب الصومال (2006-2009) خاضها اتحاد المحاكم الإسلامية ضد قوات الحكومة الإثيوبية والحكومة الصومالية الانتقالية للسيطرة على رأس كامبوني، وهي بلدة قرب الحدود الكينية التي أُقيم بها معسكر تدريب لحركة الاتحاد الإسلامي.
بدأت المعركة في 5 يناير 2007، عندما شنت الحكومة الاتحادية الانتقالية والقوات الإثيوبية هجومها. وفي 7 يناير 2007 دخلت الولايات المتحدة الصراع عن طريق شن غارات جوية باستخدام طائرة حربية من طراز AC-130. ونشأ قلق وجدل دوليان بشأن الخسائر البشرية في صفوف المدنيين بسبب الضربات الجوية الأمريكية، وما إذا كانت هذه نتيجة لأعمال أمريكية أو طائرات إثيوبية تعمل في المنطقة. ثم سقطت المدينة في أيدي الحكومة الاتحادية الانتقالية والقوات الإثيوبية في 12 يناير 2007.